# Lukas Reimann
Pour les articles homonymes, voir Reimann.
Lukas Reimann, né le 18 septembre 1982 à Aarau (originaire d'Oberhof), est une personnalité politique suisse, membre de l'Union démocratique du centre (UDC).

## Biographie
Lukas Reimann naît le 18 septembre 1982 à Aarau, dans le canton d'Argovie. Il est originaire d'Oberhof, dans le même canton. Il est le neveu du conseiller aux États Maximilian Reimann.
Il déménage à l'âge de 14 ans avec sa famille à Wil, dans le canton de Saint-Gall. Après le gymnase dans cette ville, il fait des études de droit à l'Université de Zurich.
La vente de l'entreprise de snus qu'il a fondée avec son ancienne compagne lui permet de devenir millionnaire.
Il a le grade de soldat à l'armée.

## Parcours politique
Il adhère à l'UDC de la commune de Wil en 1997, après avoir été proche des Jeunes Radicaux dans le canton d'Argovie. Il crée un an plus tard les Jeunes UDC de l'Est, pour les cantons de Saint-Gall et des deux Appenzell.
Élu au Grand Conseil du canton de Saint-Gall en 2004, il est membre du comité de l'Action pour une Suisse indépendante et neutre, coprésident de l'organisation souverainiste Young4fun (de) et, depuis 1999, président des Jeunes UDC de son canton.
Il se fait connaître en décembre 2006 en lançant une pétition cantonale demandant que la célébration de la fête de Noël soit obligatoire à l'école pour « donner un signal fort aux musulmans intolérants qui souhaitent que leurs enfants soient dispensés des Noëls scolaires ». Il est membre l'année suivante du comité de l'initiative « Contre la construction de minarets ».
Le 21 octobre 2007, il est le plus jeune élu au Conseil national. Il est réélu en octobre 2015 et octobre 2019 (candidat UDC le mieux élu du canton). Il siège au sein de la Commission des affaires juridiques (CAJ) et de la Commission des institutions politiques (CIP) de 2015 à 2019 Il est également membre de la Commission judiciaire (CJ) de 2011 à 2015.
Il est en 2011 membre du comité qui lance, contre l'avis de son parti, une initiative visant à ce que les élus fédéraux publient le montant de leurs revenus accessoires et signalent leurs conflits d'intérêts lors des débats. L'initiative échoue au stade de la récolte des signatures,,.
Réunis en assemblée à Berne le 25 avril 2014, les délégués de l'Action pour une Suisse indépendante et neutre élisent à l'unanimité Lukas Reimann à la présidence de l'association, à la suite de l'annonce surprise de la démission de Pirmin Schwander, président depuis 2004.

### Positionnement et personnalité politique
Situé sur la ligne dure de son parti sur les sujets de politique européenne et des étrangers (il est première ligne dans les campagnes sur les initiatives « Pour le renvoi des étrangers criminels » et « Pour le renvoi effectif des étrangers criminels »), il est également qualifié d'électron libre ou de franc-tireur au sein de son parti, notamment en raison des sujets insolites de ses initiatives et interventions parlementaires (de la libéralisation du snus, et du poker à la réintroduction des tarifs senior dans les transports publics en passant par la naturalisation des truites arc-en-ciel, et l'interdiction de détenir seuls les lapins),.
Il est perçu comme une personnalité sympathique, accessible et proche du peuple.